# Combat (periódico)
Combat fue un periódico francés creado durante la Segunda Guerra Mundial. Originalmente fue emitido como un diario clandestino de La Resistencia, siendo encabezado por Albert Ollivier, Jean Bloch-Michel, Georges Altschuler además de Albert Camus, Jean-Paul Sartre, André Malraux, Emmanuel Mounier y las colaboraciones de Raymond Aron y Pierre Herbart. Su producción fue dirigida por Andrè Bollier.